# Christian Andreas Schleisner

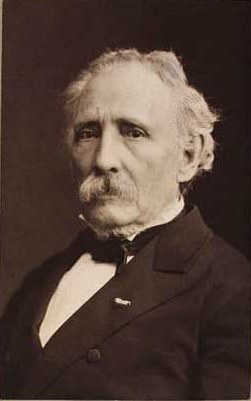
Christian Andreas Schleisner.

Christian Andreas Schleisner, född 2 november 1810 i Kongens Lyngby, död 29 juni 1882, var en dansk målare. Han var bror till Peter Anton Schleisner.
Han utbildade sig vid konstakademien samt för Christian Albrecht Jensen och Johan Ludvig Lund, blev 1852 medlem av konstakademien och fick 1858 professors titel. Han målade en mängd genretavlor med ämnen från arbetarlivet (Sjömän i ett värdshus, Köpenhamns konstmuseum), porträtt samt några altartavlor.

## Verk i urval
- Västra Strö kyrka, altartavla